# Marta Domínguez
Marta Domínguez Azpeleta (Palencia, 3 november 1975) is een Spaanse atlete, die gespecialiseerd is in de 5000 en de 10.000 m. Ze behoort sinds de Europese kampioenschappen van 1998 tot de Europese top van de langeafstandsloopsters. Ze is zesvoudig Spaans kampioene op de 5000 m en nam viermaal deel aan de Olympische Spelen.

## Biografie

### Eerste goud
Domínguez begon met het lopen van internationale wedstrijden in 1992. Op de wereldkampioenschappen veldlopen voor junioren in Boston werd ze 37e in 14.33. Meer succes boekte ze op de World Gymnasiade dat jaar, waarbij ze met een tijd van 4.22,99 een zilveren medaille behaalde op de 1500 m. Haar eerste internationale gouden medaille behaalde ze een jaar later op de EK voor junioren in het Spaanse San Sebastian. Op de 1500 m versloeg ze met een tijd van 4.17,26 de Roemeense Elena Cosoveanu (zilver) en de Duitse Anne Bruns (brons).

### Tweemaal Europees kampioene
Bij haar olympische debuut in 1996 wist Marta Domínguez zich niet te kwalificeren voor de finale op de 1500 m. Vier jaar later werd ze op de Olympische Spelen van Sydney met 15.45,07 op de 5000 m eveneens in de voorrondes uitgeschakeld. Op de wereldkampioenschappen van 2001 in Edmonton en de WK van 2003 in Parijs won ze beide keren een zilveren medaille op de 5000 m. In beide jaren werd ze verkozen tot Spaans atlete van het jaar. In het tussenliggende jaar 2002 had zij inmiddels twee Europese titels veroverd: eerst werd zij in Wenen Europees indoorkampioene op de 3000 m, om vervolgens tijdens de Europese baankampioenschappen in München ook de titel op de 5000 m voor zich op te eisen.
In 2004 miste ze de Olympische Spelen in Athene wegens een blessure. In 2005 maakte ze haar comeback op de WK in Helsinki met een vierde plaats.

### Meest succesvolle Spaanse atlete
Op de EK van 2006 in Göteborg prolongeerde Domínguez haar titel op de 5000 m. Ze is hiermee de meeste succesvolle Spaanse atlete in de geschiedenis. Tijdens hetzelfde evenement liep ze een Spaans record op de 10.000 m, op welk nummer ze in de finale als zevende eindigde.
Op de Olympische Spelen van 2008 in Peking plaatste ze zich voor de finale van de 3000 m steeple. Hierin snelde de Russische Goelnara Samitova-Galkina geheel op eigen kracht naar de overwinning en een wereldrecord, waarbij zij met haar eindtijd van 8.58,81 bovendien als eerste vrouw binnen de negen minuten bleef. In dit geweld wist Marta Domínguez zich aanvankelijk goed staande te houden en zelfs zag het er tot de laatste ronde naar uit, dat zij op weg was naar een medaille. Totdat de Spaanse over een balk struikelde en uitgeschakeld was. Negen vrouwen liepen in deze race een persoonlijk of nationaal record.

### Wereldkampioene
Op de dag af een jaar later nam Domínguez tijdens de WK in Berlijn op sportieve wijze revanche voor haar echec op de 3000 m steeple in Peking. Evenals tijdens de Olympische Spelen nam de Russische Samitova-Galkina het initiatief, maar dit keer deed ze het iets rustiger aan met tussentijden van 3.01 en 6.06 en kon Domínguez goed volgen. In de laatste 200 meter bleek de Spaanse over het sterkste eindschot te beschikken en in een persoonlijk beste tijd van 9.07,32 liep Domínguez naar het goud. Joelia Saroedneva veroverde in 9.08,39 het zilver en Milcah Chemos Cheywa in 9.08,57 brons. Samitova-Galkina greep met een vierde plaats buiten het eremetaal.

### Arrestatie in Galgo onderzoek
Op 9 december 2010 werd Domínguez aangehouden door de Spaanse politie in het kader van de derde grote anti-doping actie "Galgo". Hiermede werden eerdere geruchten over de bijzondere prestaties van Domínguez op latere leeftijd versterkt. De Spaanse wereldkampioene op de 3000 m steeple meldde zich overigens zelf aan bij de politie. Dominguez is vicevoorzitter van de Spaanse atletiekfederatie.
Op de Olympische Spelen van 2012 in Londen eindigde ze met een tijd van 9.36,45 op een twaalfde plaats.

### Schorsing
Op 20 maart 2014 maakte de Spaanse atletiekbond bekend, dat zij Marta Domínguez vrij had gesproken van dopingverdenking, hoewel zij eerder, in juli 2013, door de IAAF voor vier jaar was geschorst. Geconstateerde afwijkingen in haar biologisch paspoort, die konden wijzen op het gebruik van verboden middelen, lagen ten grondslag aan het IAAF-oordeel. De Spaanse bond stelde zich echter op het standpunt, dat de geconstateerde afwijkende bloedwaarden in het biologisch paspoort van Domínguez niet waren gebaseerd op betrouwbare informatie. Zowel de IAAF als het wereldantidopingbureau WADA gingen vervolgens tegen dit besluit in beroep bij het CAS. Dat bepaalde in november 2015, dat de verklaringen van de Spaanse bond onvoldoende waren geweest om de dopingverdenking weg te nemen en dat Domínguez alsnog voor drie jaar werd verbannen uit de sport. Naast deze driejarige schorsing werden al haar resultaten tussen augustus 2009 en juli 2013, inclusief haar in 2009 behaalde wereldtitel, geschrapt.

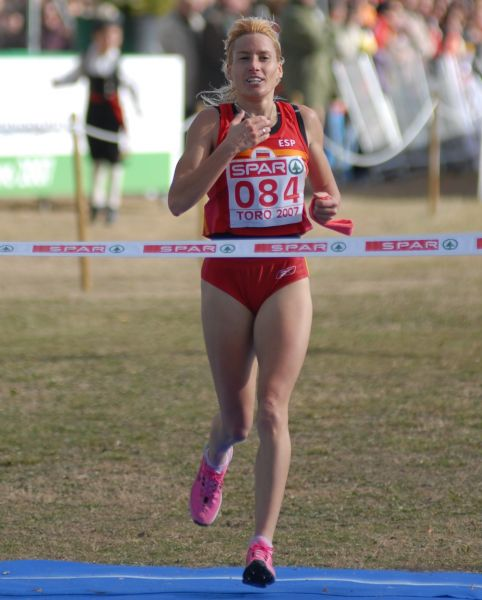
Tijdens EK Veldlopen 2007

## Titels
- Wereldkampioene 3000 m steeple - 2009
- Europees kampioene 5000 m - 2002, 2006
- Europees kampioene 3000 m - 2002
- Europees kampioene veldlopen - 2007
- Spaans kampioene 1500 m - 1996
- Spaans kampioene 5000 m - 1998, 1999, 2000, 2001, 2002, 2003
- Spaans kampioene 10.000 m - 2006
- Spaans kampioene veldlopen (lange afstand) - 2006
- Europees jeugdkampioene 1500 m - 1993

## Persoonlijke records
Baan
| Onderdeel      | Prestatie     | Datum            | Plaats    |
| -------------- | ------------- | ---------------- | --------- |
| 800 m          | 2.06,1        | 4 juni 1995      | Palencia  |
| 1000 m         | 2.50,1        | 1991             |           |
| 1500 m         | 4.04,27       | 9 juli 2010      | Barcelona |
|                | 4.04,84       | 4 juli 2009      | Madrid    |
| 3000 m         | 8.28,80       | 11 augustus 2000 | Zürich    |
| 5000 m         | 14.48,33      | 26 augustus 2003 | Parijs    |
| 10.000 m       | 30.51,69 (NR) | 7 augustus 2006  | Göteborg  |
| 3000 m steeple | 9.07,32 (NR)  | 17 augustus 2009 | Berlijn   |
|                | 9.09,39       | 25 juli 2009     | Barcelona |

Weg
| Onderdeel      | Prestatie | Datum            | Plaats     |
| -------------- | --------- | ---------------- | ---------- |
| 5 km           | 15.11     | 1 september 2002 | Londen     |
| 10 km          | 31.47     | 10 maart 2012    | Laredo     |
| halve marathon | 1:10.54   | 1 februari 2009  | Granollers |

Indoor
| Onderdeel | Prestatie    | Datum           | Plaats       |
| --------- | ------------ | --------------- | ------------ |
| 1500 m    | 4.07,69      | 9 februari 2002 | Sevilla      |
| 2000 m    | 5.49,55 (NR) | 8 maart 1998    | Sindelfingen |
| 3000 m    | 8.40,98 (NR) | 10 maart 2001   | Lissabon     |

## Prestaties

### Kampioenschappen
| Jaar | Wedstrijd             | Plaats        | Resultaat | Onderdeel      | Tijd                    |
| ---- | --------------------- | ------------- | --------- | -------------- | ----------------------- |
| 1992 | ISF World Gymnasiade  | Caen          | 2e        | 1500 m         | 4.22,99                 |
|      | WK veldlopen junioren | Boston        | 37e       | veldlopen      | 14.33                   |
| 1993 | EK junioren           | San Sebastian | 1e        | 1500 m         | 4.17,26                 |
| 1994 | WK junioren           | Lissabon      | 2e        | 1500 m         | 4.14,59                 |
| 1995 | WK indoor             | Barcelona     | 6e        | 3000 m         | 9.01,79                 |
| 1996 | EK indoor             | Stockholm     | 3e        | 3000 m         | 8.53,34                 |
|      | Europacup A           | Madrid        | 3e        | 3000 m         | 9.06,27                 |
| 1997 | WK indoor             | Parijs        | 5e        | 3000 m         | 8.52,74                 |
|      | EK U23                | Turku         | 3e        | 5000 m         | 15.49,96                |
| 1998 | EK indoor             | Valencia      | 3e        | 3000 m         | 8.57,72                 |
|      | EK                    | Boedapest     | 3e        | 5000 m         | 15.10,54                |
| 1999 | WK                    | Sevilla       | 9e        | 5000 m         | 15.16,93                |
| 2000 | EK indoor             | Gent          | 3e        | 3000 m         | 8.44,08                 |
|      | Europacup B           | Oslo          | 1e        | 3000 m         | 8.57,42                 |
| 2001 | WK indoor             | Lissabon      | 4e        | 3000 m         | 8.40,98                 |
|      | Europacup B           | Vaasa         | 1e        | 5000 m         | 15.42,84                |
|      | WK                    | Edmonton      | 2e        | 5000 m         | 15.06,59                |
| 2002 | EK indoor             | Wenen         | 1e        | 3000 m         | 8.53,87                 |
|      | EK                    | München       | 1e        | 5000 m         | 15.14,76                |
|      | Europacup B           | Sevilla       | 1e        | 5000 m         | 15.26,40                |
|      | Wereldbeker           | Madrid        | 2e        | 5000 m         | 15.19,73                |
| 2003 | WK indoor             | Birmingham    | 2e        | 3000 m         | 8.42,17                 |
|      | WK                    | Parijs        | 2e        | 5000 m         | 14.52,26                |
| 2004 | WK indoor             | Boedapest     | 4e        | 3000 m         | 9.12,85                 |
| 2006 | EK                    | Göteborg      | 1e        | 5000 m         | 14.56,18                |
|      | EK                    | Göteborg      | 7e        | 10.000 m       | 30.51,69                |
|      | Europacup A           | Málaga        | 2e        | 5000 m         | 16.25,21                |
| 2007 | EK indoor             | Birmingham    | 2e        | 3000 m         | 8.44,40                 |
| 2007 | EK veldlopen          | Toro          | 1e        | 8.200 m        |                         |
| 2008 | OS                    | Peking        | DNF       | 3000 m steeple | DNF (9.22,11 in series) |
| 2009 | WK                    | Berlijn       | 1e        | 3000 m steeple | 9.07,32                 |
| 2010 | EK                    | Barcelona     | 2e        | 3000 m steeple | 9.17,74                 |
| 2012 | OS                    | Londen        | 12e       | 3000 m steeple | 9.36,45                 |

### Golden League-podiumplekken
| Jaar | Wedstrijd         | Plaats | Resultaat | Onderdeel | Tijd     |
| ---- | ----------------- | ------ | --------- | --------- | -------- |
| 1998 | Golden Gala       | Rome   | 3e        | 5000 m    | 14.59,49 |
| 2000 | Weltklasse Zürich | Zürich | 3e        | 3000 m    | 8.28,80  |

### Diamond League-podiumplekken
| Jaar | Wedstrijd           | Plaats | Resultaat | Onderdeel      | Tijd    |
| ---- | ------------------- | ------ | --------- | -------------- | ------- |
| 2010 | Prefontaine Classic | Eugene | 2e        | 3000 m steeple | 9.29,61 |

## Onderscheidingen
- Spaans atlete van het jaar - 2002, 2009
- Europees atleet van het jaar - 2009

2005 Docus Inzikuru ·
2007 Jekaterina Volkova ·
2009 Marta Domínguez ·
2011 Habiba Ghribi ·
2013 Milcah Chemos Cheywa ·
2015 Hyvin Jepkemoi ·
2017 Emma Coburn ·
2019 Beatrice Chepkoech ·
2022 Norah Jeruto ·
2023 Winfred Mutile Yavi